# ماري صامويلسون
ماري صامويلسون (بالسويدية: Marie Samuelsson)‏ هي ملحنة سويدية، ولدت في 15 فبراير 1956.

## وصلات خارجية
- ماري صامويلسون على موقع ميوزك برينز (الإنجليزية)